# BGM-71 TOW
BGM-71 är en trådstyrd pansarvärnsrobot som även går under benämningen TOW (Tube-launched, Optically-tracked, Wire-guided). TOW finns både som portabel och fordonsmonterad vapenplattform och är en av världens mest använda pansarvärnsrobotar.

## Funktion
Systemet fungerar på så sätt att skytten siktar på målet genom ett gyrostabiliserat sikte, när skytten avfyrat måste han hela tiden följa målet till dess roboten träffar. En dator registrerar kontinuerligt siktlinjen och jämför den med robotens läge (Xenonlampa i robotens bakre del) och skickar därefter styrkommandon via tråd till roboten (som kommer att sträva efter att följa siktlinjen). Verkansdelen i roboten består av en RSV-laddning med en genomslagsförmåga på mellan 600 och 1 000 mm beroende på variant av robot. Skjutavstånd för roboten är från 65 upp till 3 750 meter.

## Användning i svenska Försvarsmakten - Robot 55
Robot 55 (Rb 55) är den svenska beteckningen på BGM-71. Utöver som portabel vapenplattform, så har Rb 55 även funnits fordonsmonterad på bland annat pansarvärnsrobotbandvagn 551 och bandvagn 206 i pv-robotversion, pansarvärnsrobotbandvagn 2063.

### HeliTOW
Ett vapensystem där man använder en helikopter som vapenplattform för Rb 55, systemet har saluförts av Saab och bl.a. använts till den svenska pansarvärnshelikoptern HKP 9A (Robotsystem 55H).